# دره (افغانستان)
دره (به لاتین: Dara) یک منطقهٔ مسکونی در افغانستان است که در ولسوالی شکردره واقع شده‌است. دره ۲٬۲۶۵ متر بالاتر از سطح دریا واقع شده‌است.